# 산크리스토발 (베네수엘라)

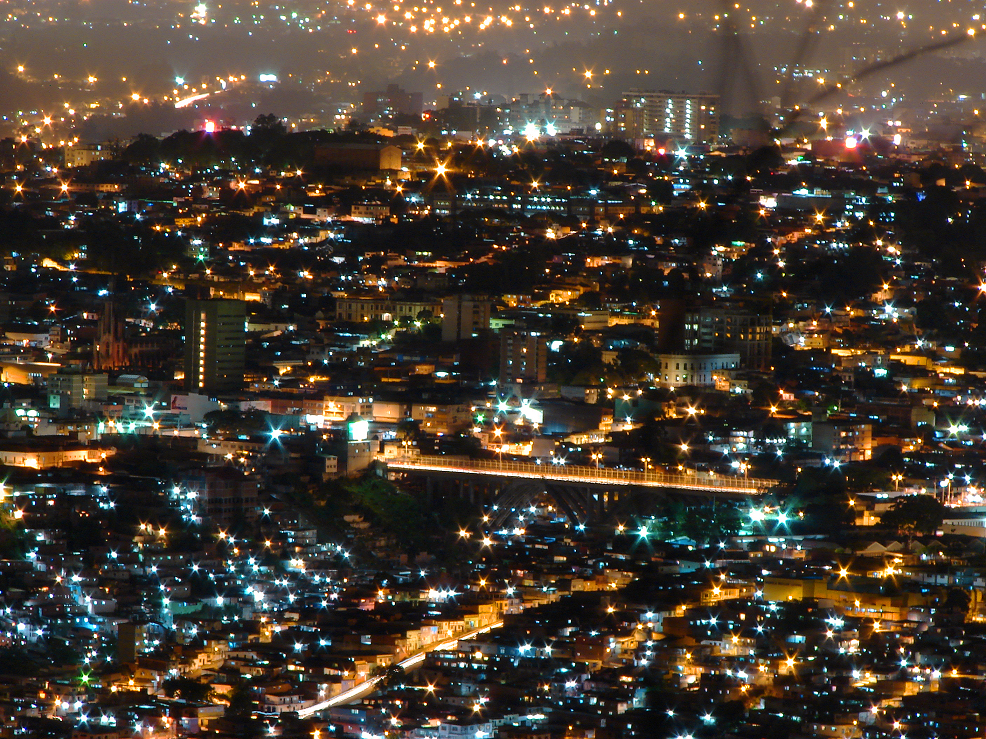
산크리스토발의 야경

산크리스토발(San Cristóbal)은 베네수엘라 타치라주의 도시로, 인구는 645,925명이다.